# Carlos Sánchez (ur. 2002)
Carlos Adrián Sánchez Nava (ur. 13 kwietnia 2002 w Cuautli) – meksykański piłkarz występujący na pozycji prawego obrońcy, od 2024 roku zawodnik Pachuki.